# Henri Gaspard de Schaller

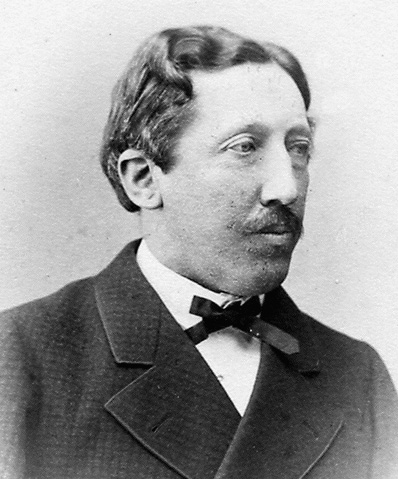
Henri Gaspard de Schaller

Henri Gaspard de Schaller (* 8. Oktober 1828 in Versailles, Frankreich; † 18. Mai 1900 in Freiburg; heimatberechtigt in Freiburg und Corminboeuf) war ein Schweizer Politiker.

## Leben
Henri Gaspard de Schaller wurde als Sohn des Jean de Schaller geboren. Er heiratete Henriette de Spaur, aus einem alten Südtiroler Adelsgeschlecht.
De Schaller studierte Rechtswissenschaft in Freiburg, Würzburg, Heidelberg und Paris. Er war von 1855 bis 1857 als Gerichtsschreiber am Freiburger Kantonsgericht tätig. Anschliessend war er bis 1858 Oberamtmann des Sensebezirks. 1858 wurde de Schaller in den Freiburger Staatsrat gewählt, dem er bis 1900 angehörte. In Bern sass er im Ständerat (1870–1896) und dann im Nationalrat (1896–1900).
Während seiner langen Regierungstätigkeit kümmerte sich de Schaller als Kirchendirektor (1858–1862) um die heikle Rückgabe des Kirchenbesitzes. Als Direktor des Innern (1862–1872) verfasste er 1864 das neue Gesetz über die Gemeinden und Pfarreien und zwei Gesetze zum Pauperismus. Als Vorsteher des Erziehungsdepartements, von 1872 bis 1886, passte er die kantonale Gesetzgebung an die Bundesverfassung an und trat für die Schaffung der Universität Freiburg ein. Als Polizeidirektor (1886–1900) war er an zahlreichen Reformen, insbesondere zur Bekämpfung von Feuersbrünsten, beteiligt. De Schaller vertrat ab 1881 entschiedener konservative Positionen. Er verfasste zahlreiche historische Schriften zur Militärgeschichte, zum Strafvollzug und zu den kantonalen Institutionen.

## Werke (Auswahl)
- Bericht der Kommission beauftragt mit der Prüfung der Frage über den Pauperismus im Kanton Freiburg. Häsler & Cie, Freiburg 1868.
- Histoire des troupes suisses au service de France sous le règne de Napoléon. Fribourg 1882. (2e éd., revue, augmentée et illustrée. Lausanne 1883).
- Souvenirs d'un officier fribourgeois: 1798–1848. 2e éd. A. Henseler, Fribourg 1890 (Digitalisat in e-Helvetica).
- Bericht der ständeräthlichen Kommission über die Petition Haffter und Genossen betreffend das Wappen der schweizerischen Eidgenossenschaft : (Vom 18. Juni 1890). In: Schweizerisches Bundesblatt 42. Jg., Bd. 3, Nr. 28, 5. Juli 1890, S. 624–632 (Digitalisat des BAR; Digitalisat des Separatums in e-Helvetica).